# Antonio de Cháves
Antonio de Chaves (n. Corona de España, ca. 1516 – f. Imperio español, finales del siglo XVI) era un licenciado y funcionario español formó parte de los hombres de Francisco Pizarro, al morir este fue designado como gobernador de la isla de Cuba en 1541 y luego desde 1546 hasta 1550, destacándose en su gestión por dotar de agua potable a la ciudad de La Habana y llevar a efecto la emancipación de los esclavos indígenas. 

## Biografía
Aplicó efectivamente las Ordenanzas de Carlos V para las Indias, dictadas en 1542, por las cuales se decretaba la libertad de los indios esclavos y se suprimían las encomiendas. 
En junio de 1546 se presentó en Santiago de Cuba con la comisión de prender y residenciar a Juanes Dávila, gobernar la isla y hacer cumplir las Ordenanzas.
Al momento comienza a poner en puntual observancia las ordenazas. Chaves emancipó a los indios; hizo justicia, y se esforzó por remediar desórdenes. En carta fechada el 27 de septiembre de 1547 «informó a Su Majestad como tan solo pudo declarar por naborías a los indios esclavos, porque si los daba por libres se huían a los montes».
Visitó todas las villas de la isla, deteniéndose especialmente en La Habana, en donde acabó de formar el proyecto de Juan de Rojas sobre traer a esta población agua del río Almendares, representando vivamente a la Audiencia, al Consejo de Indias y al rey de España la necesidad de que se ejecutase.